# Castelul Chęciny
Castelul Regal Chęciny a fost construit spre sfârșitul secolului al XIII-lea în Chęciny, Polonia. Acesta a devenit o ruină începând cu secolul al XVIII-lea și a rămas în această stare până în prezent.

## Istorie
Construirea fortăreții, probabil, a început în secolul al XIII-lea. Cert este că acest castel a existat în 1306, când regele Władysław I Łokietek i l-a dat Arhiepiscopul de Cracovia, Jan Muskata. Un an mai târziu, sub pretextul de detectare a unui complot împotriva puterii regale, castelul a revenit regelui. El a jucat un rol important ca un loc de concentrare a trupelor care plecau pentru a lupta în războiul cu Cavalerii Teutoni.
După moartea lui Władysław I Łokietek, cetatea a fost mărită de către Cazimir al III-lea cel Mare. La acel moment Chęciny a devenit o reședință pentru a doua soție a regelui, Adelaida de Hesse. În următorii ani, a fost, de asemenea, o reședință pentru Elżbieta Łokietkówna, Sofia de Halshany și fiul său Vladislav al III-lea Iagello și Bona Sforza. Mai târziu, acesta a fost folosit pentru mai mulți ani ca o închisoare de stat. Printre cei închiși aici se numără Michael Küchmeister von Sternberg, viitorul Maestru Mare a Cavalerilor Teutoni, Andrzej Wingold, fratele vitreg a lui Jogaila și Warcisław de Gotartowice.
În a doua jumătate a secolului al XVI-lea, s-a început un declin pentru castel. În 1588, parlamentul a ordonat transferul inventarului castelului la Biserica Chęciny și în 1607, în timpul Rebeliunii Zebrzydowski fortificațiile și clădirile au fost parțial distruse și arse. Castelul și-a recăpătat fosta glorie în urma reconstrucției inițiată de Stanisław Branicki, Starosta de Chęciny, dar în 1655-1657 a fost aproape distrus complet de către trupele suedeze-brandenburge și transilvanene. El a fost distrus complet în 1707 în timpul unei alte ocupații  suedeze. Mai apoi ultimii locuitorii au părăsit castelul. De-a lungul secolului următor zidurile medievale au deveni o sursă de materiale de construcții pentru săteni.